# مهرجان خلوي

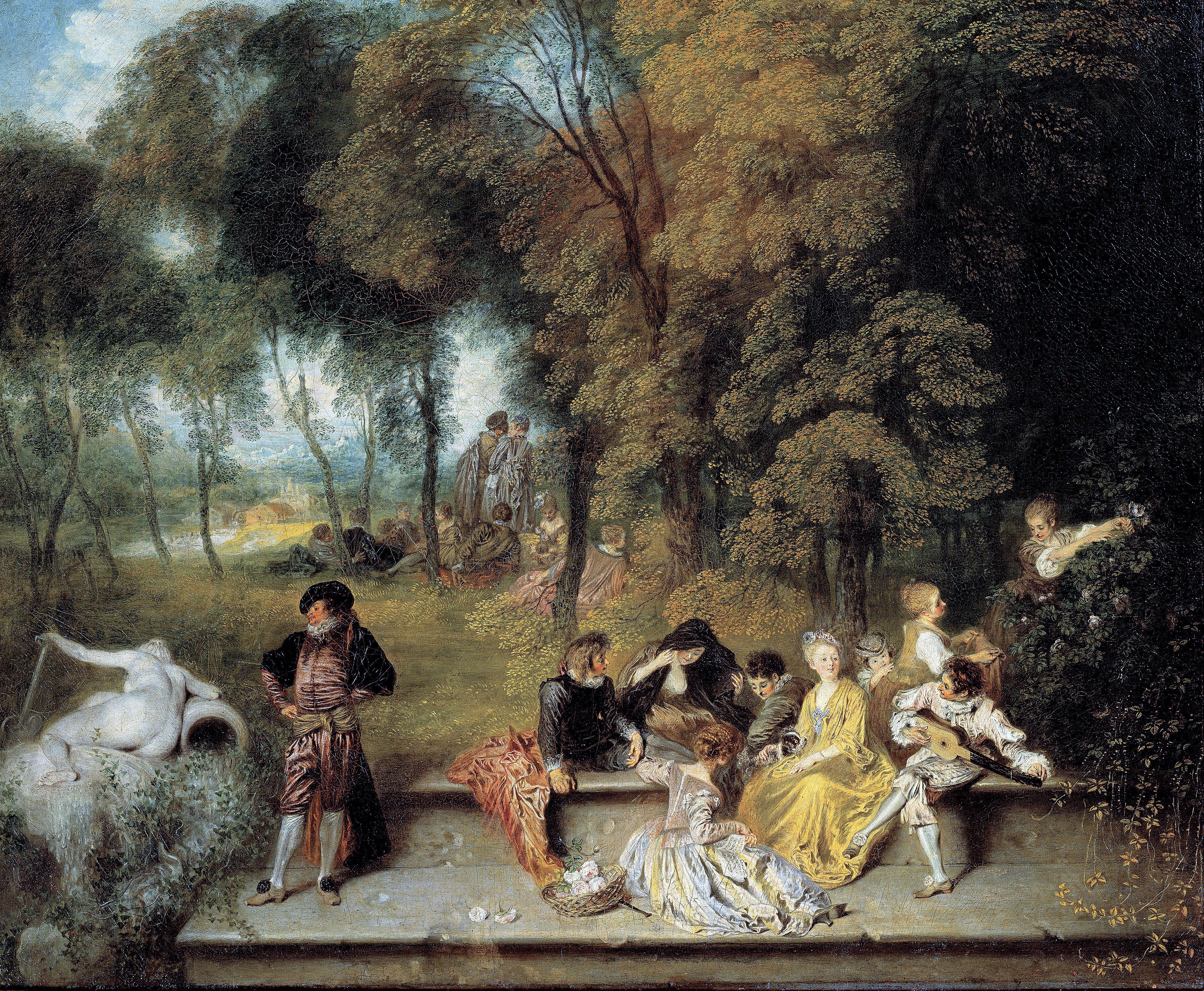
أنطوان واتو، ملذات الحب، عام 1719.

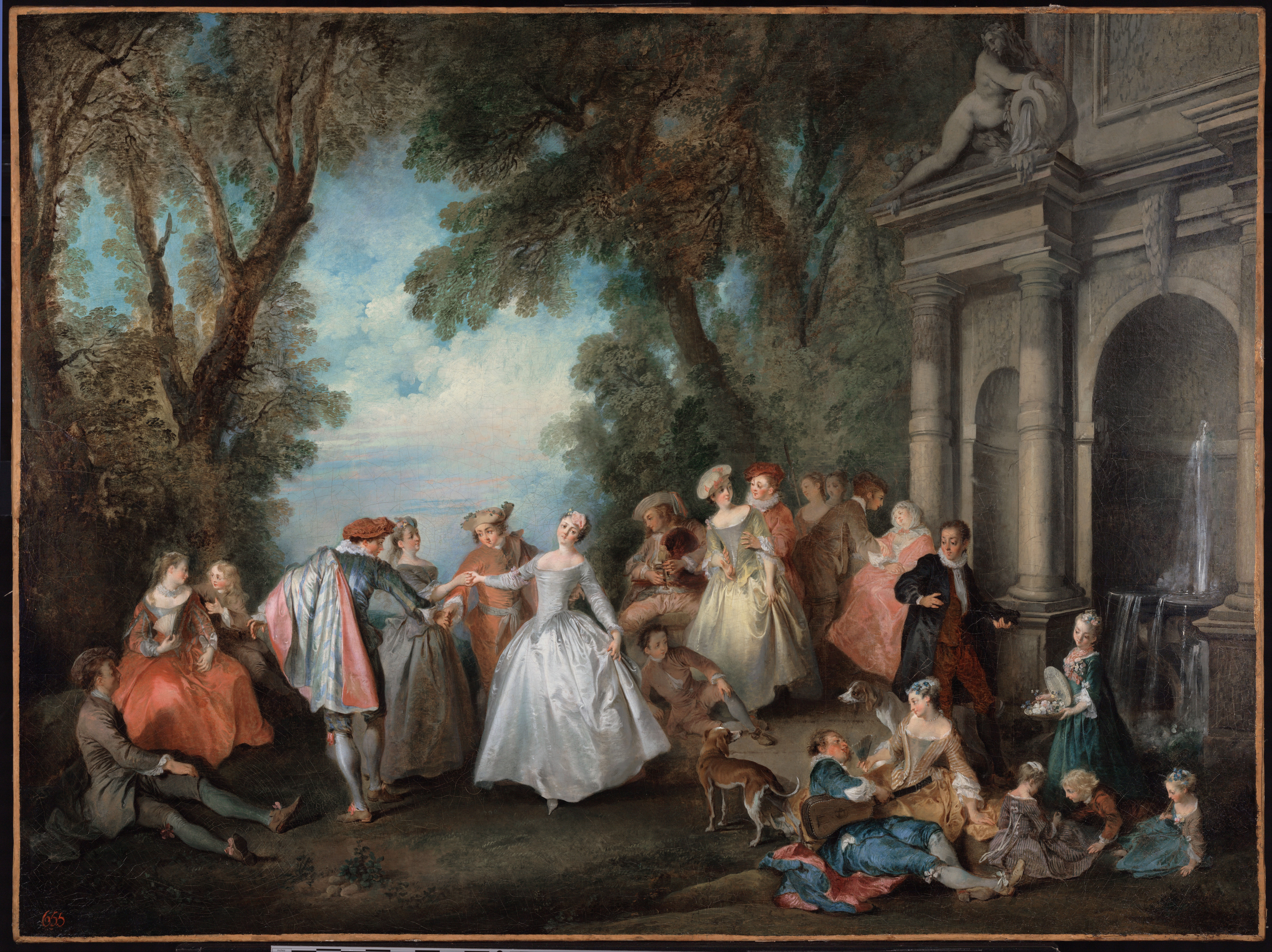
نِقولة لَنكرت من رجال البلاط في القرن الثامن عشر بملابس تنكرية ، في مهرجان خلوي في حديقة ذات مناظر طبيعية، قبل عام 1727.

المهرجان الخَلَوِيّ (نسبة إلى الخلاء، أي في الهواء الطلق) كان شكلاً من أشكال الترفيه في القرن الثامن عشر، يتخذ شكل حفلة في المنتزه. مارس هذا الشكل من الترفيه المحكمة الفرنسية، حيث زُينَت مناطق المنتزه في حدائق فرساي وأماكن أخر مثل السرادق والمعابد لاستيعاب مثل هذه الاحتفالات.